# Miroslav Kadlec
Miroslav Kadlec (Uherské Hradiště, 22 de junho de 1964) é um ex-futebolista profissional tcheco que atuava como defensor.

## Carreira
Miroslav Kadlec fez parte do elenco da Tchecoslováquia na Copa do Mundo de 1990 e da Euro 96 (República Tcheca).